# Louis Couperin
Louis Couperin (Chaumes-en-Brie, 1626. – Párizs, 1661. augusztus 29.) francia barokk zeneszerző, orgonista, csembalójátékos. François Couperin nagybátyja.

## Élete
Louis Couperin körülbelül huszonnégy évesen került Párizsba a kor egyik legnagyobb csembalista tekintélye, Jacques Champion de Chambonnières közbenjárásával, aki vidéki birtokán hallotta a három Couperin fivért, és meggyőződve kivételes kvatliásaikról, elintézte foglalkoztatásukat a királyi udvarban. Couperin 1653-ban a St. Gervais templom orgonistája lett, ez a poszt ebben a régi templomban az egyik legfontosabbnak számított akkoriban Franciaországban (évente 400 font + szállás volt a fizetsége). Ezután nem sokkal a királyi udvarnál is kapott állást mint szoprán viola da gamba-játékos. Állítólag lojalitásból visszautasította, hogy felváltsa tanárát és mentorát, a fokozatosan kegyvesztetté vált Chambonnières-t, ezért hozták létre, kifejezetten az ő kedvéért, ezt az állást. Hamar a legtekintélyesebb párizsi zenészek egyike lett mint csembalista, orgonista, violajátékos, de mindössze csak tíz év karrier adatott neki, mert harmincöt évesen meghalt. Szinte biztos, hogy találkozott a nála tíz évvel idősebb német Frobergerrel, rögtön Párizsba költözése után (1651–1652); Froberger stílusa óriási hatással volt az ő stílusára is. 1656 és 1658 között többször utazott Meudonba - valószínűleg - egy Abel Servien nevű diplomata államférfit szolgálni. A királyi udvarral Toulouse-ba utazott 1659-ben, utolsó éveiben a St. Gervais templom orgonista lakásában lakott két testvérével, akik szintén fontos szerepet töltöttek be a francia barokk zene alakulásában. Az idősebb François Couperin egyetlen darabja sem maradt fent, de ő vezette tovább a Couperin-vonalat egészen a 19. századig. Charles Couperin lett Louis utóda a St. Gervais templomban, az ő gyermeke az 1668-ban született „nagy” François Couperin, a késő francia barokk egyik legjelentősebb zeneszerzője. Életének eseményeiről részletesen beszámol Évrard Titon du Tillet a Le Parnasse François (Francia parnasszus, 1732) című monumentális munkájában, ebben felsorolja Louis Couperin 30 orgonaművét, azok keletkezési idejével és helyével.

## Művei
Rövid, mindössze tíz évet felöltelő pályája alatt egyetlen egy műve sem jelent meg nyomtatásban, kéziratos másolatokban azonban mintegy 200 műve maradt fent, néhányukat csak a 20. század közepén fedezték fel. Ő volt a Couperin család első, a zenetörténet szempontjából kiemelkedő tagja, jelentősen hozzájárult a francia orgona- és csembalójáték fejlődéséhez. Újításai közé tartozott az orgonaművekben használt különleges regisztráció, valamint csembalón a prélude non mesuré (ütem nélküli, szabad prelúdium), amelyhez kitalált egy különleges lejegyzési módot is. Van, amelyiknek van kötött, ütemekben lejegyzett közjátéka, és van, amelyiknek nincs. Froberger gyászdarabjait, allemand-jait is ihlette ez az írásmód.
Zenéjének és a 17. századi francia billentyűs zenének két fő kéziratos forrása:
- Bauyn-kézirat (1690 k.): a 17. századi francia billentyűs zene egyik legjelentősebb forrása (Chambonnières műveivel is, illetve Froberger több mint 20 műve is megtalálható benne), 122 csembalódarabot tartalmaz Couperintől, továbbá 4 orgonadarabot, 5 kamaraművet. Ennek 2. kötetében az ő művei követik egymást: Allemande-ok, Courante-ok, Sarabande-ok, Gigue-ek, ahogy Frescobaldinál, de itt szerepelnek más tételek is: Passacaille, Chaconne, 1 monumentális Pavanne, az akkoriban különleges hangnemnek számító fisz-mollban. (A Bauyn d'Angervilliers családról kapta a nevét, akiknek a tulajdonában volt; ma a párizsi Bibliothèque Nationale-ban található.)
- Oldham-kézirat (Guy Oldham magángyűjteménye), 1957-ben vette meg, 70 orgonaművet tartalmaz Couperintől (ezek közül 68 csak ebben található meg), továbbá 1 csembaló szvit, 4 darab ötszólamú kamarafantázia, 2 mű schalmei együttesre. Valószínűleg  legalább egy részét még Couperin életében állították össze. Abban különleges, hogy a fantáziák után közlik, mikor és hol írta a darabokat.

(Az 1670 körül összeállított, 1968-ban Olaszországban előkerült és ma a Berkeley Zenei Könyvtárban őrzött Parville-kéziratban 55 csembalómű található tőle, de csak 5 olyan, amely a Bauyn-kéziratban nem. Ebben vannak d'Anglebert, Chambonnières művei is. A címlapon M. de Parville felirat szerepel, innen ered a neve.)
Couperin csembalóműveit az Éditions de l'Oiseau-Lyre 1936-os kiadása szerint számozzák. A kiadás a Bauyn-kézirat darabjain alapult, ami akkoriban az egyetlen ismert forrás volt. A kézirat összeállítói nem rendezték a darabokat szvitekbe, hanem először hangnem szerint rendezték a tánctételeket, ezen belül pedig műfaj szerint. (Így pl. 16–19 négy courante C-dúrban, 20–25 6 sarabande C-dúrban.) Csembalózenéjének kétharmada tánctétel: courante, sarabande, allemande, gigue (számban csökkenő sorrendben). Összetettebbek, mint Chambonnières-éi, és változatosabbak egy tételen belül. Elismertségét főleg chaconne-jainak, passacagliainak és ütem nélküli prelúdiumainak köszönhette. Couperin orgonaművei nagy hatást gyakoroltak a 17. századi európai zeneszerzőkre: átmenetet képeznek a szigorúellenpont és a concertáló, szabadabb, színesebb orgonazene között ő volt az első, aki beírt regisztrációkat a kottába.